# AMC Gremlin
AMC Gremlin – samochód osobowy klasy kompaktowej produkowany pod amerykańską marką AMC w latach 1970–1978.

## Historia i opis modelu

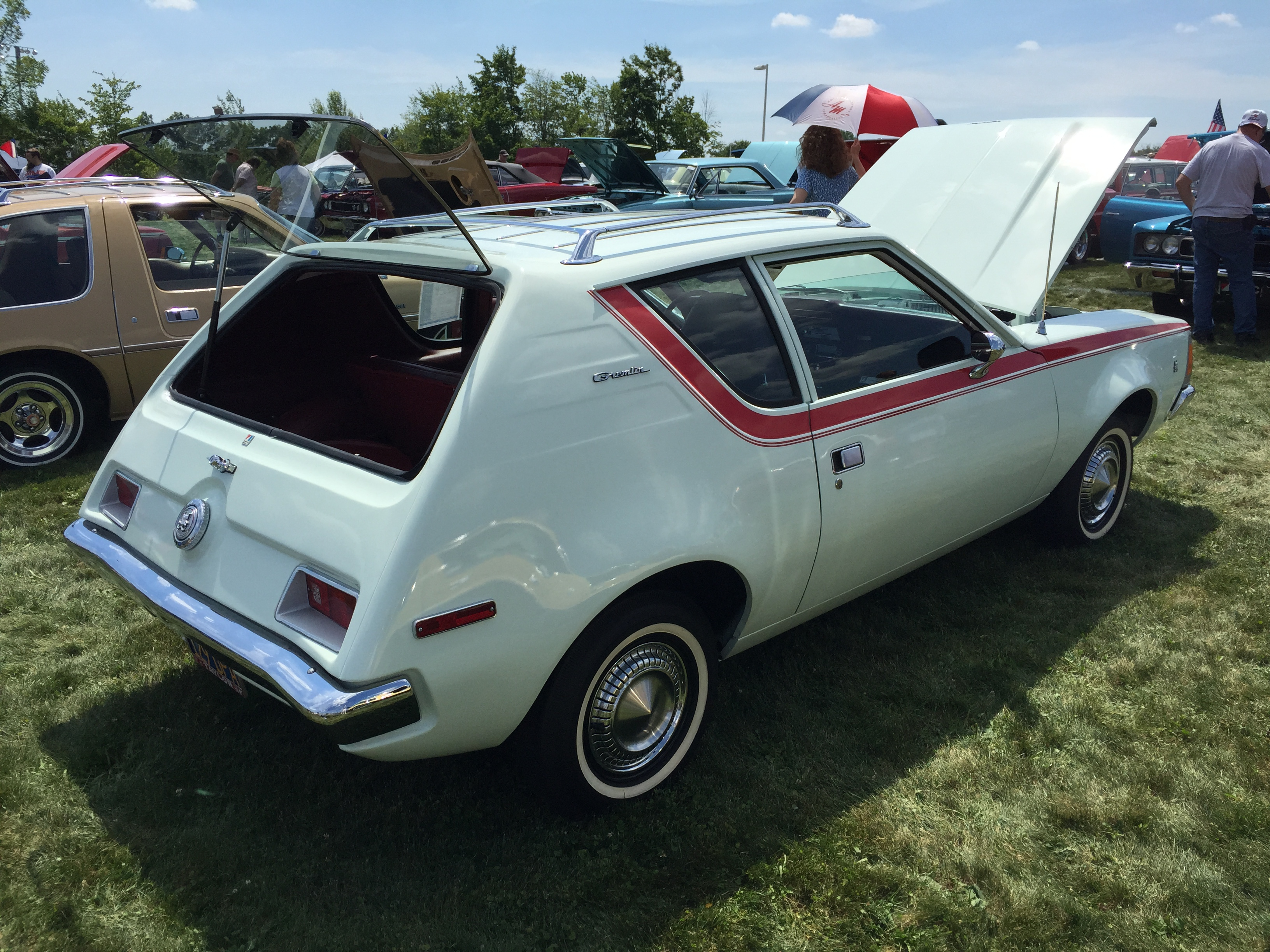
AMC Gremlin - tył

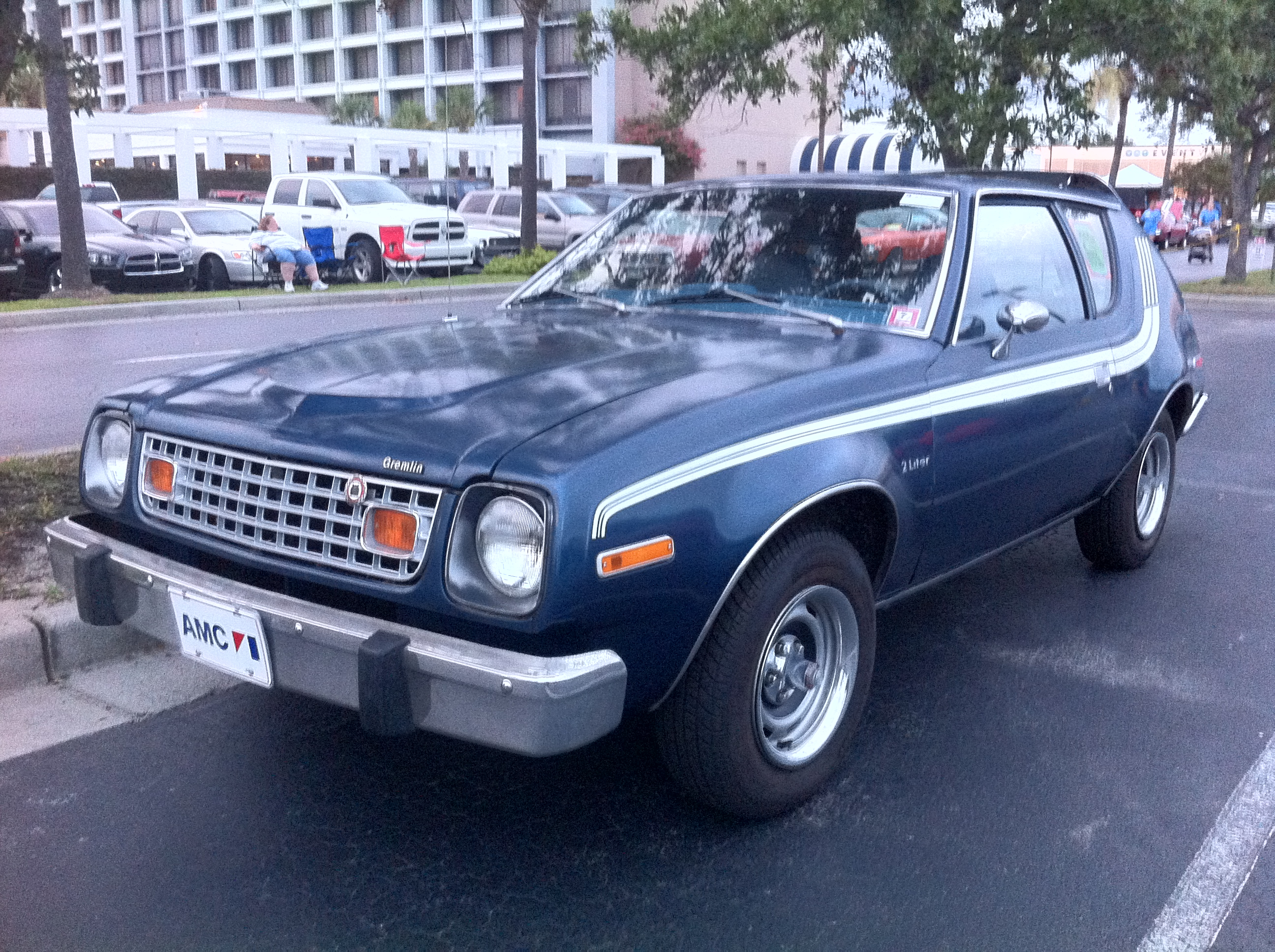
AMC Gremlin po liftingu

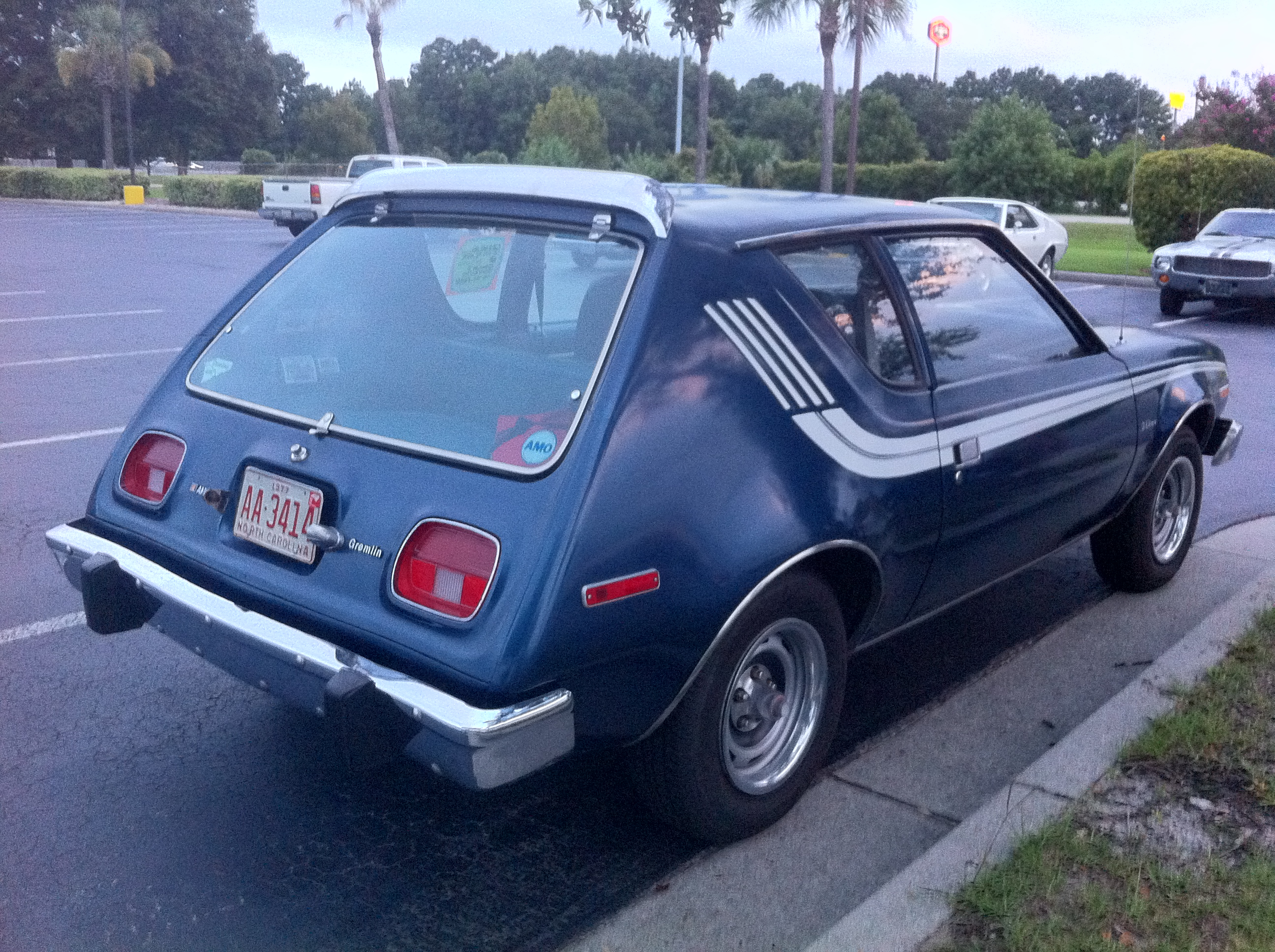
AMC Gremlin - tył po liftingu

Premiera pojazdu odbyła się 1 kwietnia 1970 roku. Model Gremlin powstał jako odpowiedź koncernu American Motors na nieznacznie większy model Pinto Forda, w ofercie AMC pełniąc funkcję najtańszego pojazdu. Samochód oferowany był tylko jako 3-drzwiowy hatchback, wyróżniając się podłużnym przodem i zawijającą się linię okien.
Do napędu używano silników R4, R6 oraz V8, z kolei moc przenoszona była na oś tylną poprzez 3-biegową automatyczną, bądź 3- lub 4-biegową manualną skrzynię biegów. Powstało 671 475 egzemplarzy modelu.

### Lifting
W 1977 roku AMC Gremlin przeszedł obszerną modernizację nadwozia, która przyniosła zmiany zarówno z przodu, jak i tyłu pojazdu. Pojawił się nowy kształt reflektorów, a także charakterystyczne, prostokątne wąsko rozstawione lampy tylne.

### Silniki
- R4 1.9l EA831
- R6 3.2l AMC 199
- R6 3.8l AMC 232
- R6 4.2l
- V8 4.9l

### Dane techniczne
- V8 5,0 l (4971 cm³), 2 zawory na cylinder, OHV
- Układ zasilania: gaźnik
- Średnica cylindra × skok tłoka: 95,20 × 87,30 mm
- Stopień sprężania: 8,4:1
- Moc maksymalna: 152 KM (112 kW) przy 4200 obr./min
- Maksymalny moment obrotowy: 332 N•m przy 2500 obr./min
- Przyspieszenie 0-100 km/h: 8,5 s[5]